# Khan Abdul Ghaffar Khan
Khan Abdul Ghaffar Khan urdu: خان عبد الغفار خان, hindi: ख़ान अब्दुल ग़्फ़्फ़ार ख़ान (ur. w 1890 w Północno-Wschodniej Prowincji Granicznej, wówczas Indie Brytyjskie, dziś Pakistan, zm. 20 stycznia 1988 w Peszawarze, Pakistan) – indyjski i pakistański polityk pochodzenia pasztuńskiego. Jeden z duchowych przywódców ruchu oporu (Non violence) przeciwko okupacji brytyjskiej w Indiach. Pacyfista i żarliwy muzułmanin, przeciwnik podziału Indii dokonanego w 1947 roku. Zwolennik Gandhiego, nazywany Badshah Khan (też Bacha Khan, z urdu: "Król Khan") i Sarhaddi Gandhi (lub Frontier Gandhi). 
W 1985 roku nominowany do Pokojowej Nagrody Nobla. W 1987 jako pierwszy obywatel obcego państwa (Pakistan) odznaczony najwyższym odznaczeniem Indii, Bharat Ratna. Uznawany za duchowego przywódcę afgańskich i pakistańskich Patanów. 
Pochodził z pasztuńskiej rodziny właścicieli ziemskich z Północno-Wschodniej Prowincji Granicznej. Działalność polityczną rozpoczął podczas indyjskiego ruchu w obronie kalifatu tureckiego przed Brytyjczykami. W 1929 roku na terenie swojej prowincji zorganizował związek Sług Boga (Chudai Chidmatar). W 1931 przyłączył swoją organizację do Indyjskiego Kongresu Narodowego. Potem członek Narodowej Partii Awami, założonej w 1957 w Dhace, w Pakistanie Wschodnim. 
Po podziale Indii znalazł się w Pakistanie. W latach 1948–1954, 1956-1957, 1958-1964 za swoje przekonania w więzieniu (najpierw w areszcie domowym). W 1962, Abdul Ghaffar Khan otrzymał tytuł Amnesty International Prisoner of the Year. Powiedziano wówczas o nim, że jest symbolem milionów cierpiących za swoje przekonania. W 1972-1980 znów kilkakrotnie więziony. Z 98 lat życia 52 spędził w więzieniu lub na wygnaniu. Zmarł w 1988 roku (w areszcie domowym) w Peszawarze, zgodnie z życzeniem pochowany w Dżalalabad (w Afganistanie). 